# Nell Freudenberger
Nell Freudenberger, née à New York en 1975, est une écrivain américain.

## Biographie
Elle est diplômée de l'Université Harvard. Après ses études, elle voyage fréquemment en Asie.
Elle est lauréate du PEN/Malamud Award en 2004 pour Lucky Girls.
Elle écrit des articles et des nouvelles dans The New Yorker, Granta, The Paris Review et dans le journal australien The Daily Telegraph.
Elle publie également des critiques littéraires dans The New York Times, The New Yorker, Vogue et The Nation.
Elle obtient une bourse Guggenheim] en 2010.

## Œuvre

### Romans
- The Dissident (2006) Publié en français sous le titre Le Dissident chinois, traduit par Clément Baude, Paris, La Table Ronde, coll. « Quai Voltaire », 2009, 444 p.  (ISBN 978-2-7103-2957-2)
- The Newlyweds (2012) Publié en français sous le titre Les Jeunes Mariés [« The Newlyweds »], trad. de Sabine Porte, Paris, La Table Ronde, coll. « Quai Voltaire », 2013, 430 p.  (ISBN 978-2-7103-7026-0)[3],[4]

### Recueil de nouvelles
- Lucky Girls (2003) Publié en français sous le titre Lucky girls, traduit par Clément Baude, Paris, La Table Ronde, coll. « Quai Voltaire », 2008, 331 p.  (ISBN 978-2-7103-2956-5)

### Nouvelles
- The Tutor (2003)
- Where East Meets West (2007)
- The Virgin of Esmeraldas (2007)
- Hover (2013)
- 5-2-2-5 (2013)
- 10 Reasons We’re Doing This (2013)
- Passcode: 2006 (2013)
- 99% (2013)
- 5-7-5 (2013)
- 34A (2013)
- Five (2013)
- 103.7° (2013)
- House of Fire (2015)

## Distinctions
- 2006 : Prix Janet Heidinger Kafka pour l'ouvrage The Dissident[5]